# Ланаса (съпруга на Пир)
Ланаса (Lanassa, на гръцки: Λάνασσα) е дъщеря на цар Агатокъл († 289 г. пр. Хр.), който е тиран на Сиракуза и цар на Сицилия и вероятно неговата втора съпруга Алция.
През 295 г. пр. Хр. тя се омъжва за Пир, цар на Епир. Тя е неговата втора съпруга след Антигона. Сиракузкият цар придружава лично своята дъщеря с военните си кораби до младоженеца в Епир. Пир получава като зестра остров Коркира (Корфу).
Двамата имат син Александър II († 242 г. пр. Хр.), който последва баща си като цар на Епир през 272 г. пр. Хр. Вероятно те имат още един син Хелен (Helenus).
Ланаса не иска да приеме полигамията на Пир, който си взел и други съпруги, и го напуска през 291 г. пр. Хр. Тя отива на Коркира. С този остров като зестра тя предлага брак на македонския владетел диадох Деметрий I Полиоркет. Той приема и те се женят през 290 г. пр. Хр. За сигурност Деметрий I окупира острова с войската си и напада Епир.